# Абдулла аль-Хамдан
Абдулла́ Абдулра́хман аль-Хамда́н (араб. عبد الله عبدالرحمن الحمدان‎; род. 12 сентября 1999, Эр-Рияд) — саудовский футболист, игрок клуба «Аль-Хиляль» и сборной Саудовской Аравии.

## Игровая карьера

### Клубная карьера
Аль-Хамдан является воспитанником клуба «Аш-Шабаб» и в 2018 году в рамках соглашения между Саудовской федерацией футбола и Примерой отправился в Испанию, где присоединился к молодёжной команде хихонского «Спортинга».
2 января 2019 года дебютировал за «Аш-Шабаб» в матче Саудовского кубка чемпионов против «Ас-Сахеля», выйдя на замену на 61-й минуте. 15 февраля он дебютировал в чемпионате в матче против клуба «Аль-Вахда», который закончился победой «Аш-Шабаба» со счётом 1:0.
6 февраля 2021 года перешёл в «Аль-Хиляль», с которым подписал контракт сроком на пять лет.

### Карьера в сборной
Играл за национальную сборную в матчах квалификации на чемпионат мира по футболу 2022 года; 10 октября 2019 года в матче против Сингапура (3:0) забил первый в карьере гол на международном уровне.
Летом 2021 года был включён в состав олимпийской сборной на олимпийский футбольный турнир. На турнире сыграл в трёх матчах сборной, которая проиграв три матча, заняла в группе последнее место.

## Достижения
«Аль-Хиляль»
- Чемпион Саудовской Аравии (2): 2020/2021, 2021/2022
- Победитель Лиги чемпионов АФК (1): 2021
- Обладатель Саудовского кубка чемпионов (1): 2022-23
- Обладатель Суперкубка Саудовской Аравии (1): 2021

 Саудовская Аравия (до 20 лет)
- Обладатель молодёжного Кубка Азии (1): 2018